# Agathomyia vernalis
Agathomyia vernalis är en tvåvingeart som beskrevs av Shatalkin 1981. Agathomyia vernalis ingår i släktet Agathomyia och familjen svampflugor. Arten har ej påträffats i Sverige. Inga underarter finns listade i Catalogue of Life.